# طاوية جديدة
شَنْ شِيَنْ أو الطاوية الجديدة (بالإنجليزية: Xuanxue or Neo-Daoism)‏ هي فلسفة صينية ميتافيزيقية بعد كلاسيكية من حقبة الأسر الست (222-589)، تجمع بين المعتقدات الطاوية والكونفوشية من خلال المراجعة والمناقشة. وجد هذا الحراك دعمه النصي في كل من المصادر الطاوية والمصادر الكونفوشية التي أعيد تفسيرها بشكل جذري. سادت الشَنْ شِيَنْ أو "المعرفة الباطنية" في الأوساط الثقافية، خاصة في جيانكانغ خلال فترة الانقسام. مَثَّل هذا المفهوم الاتجاه الأكثر تجريدًا وغير الدنيوي والمثالي في الفكر الصيني في العصور الوسطى المبكرة. جمع فلاسفة الشَنْ شِيَنْ بين عناصر الكونفوشية والطاوية لإعادة تفسير الإي تشينغ والداوديجينغ وتشوانغ زي.
في اللغة الصينية الحديثة، يُشار إلى الشَنْ شِيَنْ أيضًا على أنها تعني علم التنجيم، والضرب بالرمل، وغيرها من الفنون الدينية الشعبية. يمكن ترجمة مصطلح "الشَنْ شِيَنْ" أيضًا بـ "المعرفة الباطنية".